# Ataxia locomotriz
Es una infección sifílica de los nervios en la que existe una degeneración progresiva de las fibras nerviosas de la médula espinal. La ataxia locomotriz puede no manifestarse hasta diez o veinte años después de la infección original, y es más común en hombres que en mujeres.

## Síntomas
El síntoma inicial y más característico es un dolor intenso y punzante en las piernas, que se denomina dolor fulgurante. También puede haber pérdida de sensación en los miembros y falta de conciencia de su posición.
A medida que la enfermedad progresa, el paciente puede caminar de modo inestable, levantando mucho las rodillas; es lo que se llama marcha tabética. También se puede producir retención de orina y, con el tiempo, incontinencia. En las últimas fases de la enfermedad, se pueden producir dolores en el abdomen y vómitos.